# Pedinosoma curtum
Pedinosoma curtum é uma espécie de anelídeo pertencente à família Lopadorrhynchidae.
A autoridade científica da espécie é Reibisch, tendo sido descrita no ano de 1895.
Trata-se de uma espécie presente no território português, incluindo a sua zona económica exclusiva.